# Natalia Rusakova
Pour les articles homonymes, voir Roussakova.
Natalia Rusakova (née le 12 décembre 1979 à Léningrad) est une athlète russe spécialiste du sprint.

## Palmarès

### Championnats d'Europe d'athlétisme
- Championnats d'Europe d'athlétisme 2006 à Göteborg,  Suède
  -  Médaille de bronze sur 200 m
  -  Médaille d'or du relais 4 × 100 m
- Championnats d'Europe d'athlétisme 2014 à Zurich,  Suisse
  -  Médaille de bronze du relais 4 × 100 m

### Autre
- Championne de Russie sur 200 m : 2007